# 辽北街道
辽北街道，是中华人民共和国吉林省四平市双辽市下辖的一个乡镇级行政单位。

## 行政区划
辽北街道下辖以下地区：
西化社区、北顺社区、北宁社区、东春社区、东风村和城镇村。